# Усть-Каменогорское водохранилище
Усть-Каменогорское водохранилище — водохранилище в Восточно-Казахстанской области Казахстана. Образовано плотиной Усть-Каменогорской ГЭС в 1952 году. Заполнялось водой в 1952—1954 гг., вышло на полную мощность в 1966 г. Впадают реки Иртыш, Таинты и Тульский, вытекает Иртыш.
Длина водохранилища — 77, по другим данным — 71 км. Ширина от 0,2 до 1,1 (1,2) км. Площадь поверхности — 37 км². Объём водохранилища — 0,65 км³.
Наибольшая глубина фиксируется около плотины и составляет 45 м (по другим данным — 46 м). Средняя глубина — 17 м. Водохранилище имеет значительную глубину, площадь мелководных участков невелика. Нормальный подпорный уровень — 335 м над уровнем моря.
Вода водохранилища обновляется за 10-35 суток. Водный режим зависит от сброса воды из вышележащего Бухтарминского водохранилища. Средний расход воды — около 530 м³/с. Вода чистая. Концентрация минеральных солей в воде 105—134 мг/л. Концентрация кислорода — 10—11 мг/л. Водородный показатель — от 6,8 до 7,7.
Климат окрестностей водохранилища резко континентален, водохранилище находится в горно-лесной природной зоне. Средняя температура января — минус 21,3 °C, июля — 19,1 °C. В год выпадает 561,9 мм осадков. Зима длится 5 месяцев, с ноября по март.
На берегах водохранилища — населённые пункты Сурово, Огневка, Серебрянск
В составе фитопланктона преобладают диатомовые водоросли Asterionella formosa, Fragilaria crotonensis, Melosira granulata и жгутиковое Dinobryon divergens. В составе зоопланктона преобладают коловратки, ракушковые раки и ветвистоусые рачки. Всего отмечено 60 видов и форм. В зообентосе преобладают личинки хирономид. В водохранилище в первые годы были представлены 27 видов рыб, относящихся к 21 роду 10 семейств. Наиболее многочисленными являлись осетр сибирский, елец сибирский, пескарь сибирский, щиповка сибирская, налим, ёрш, подкаменщик сибирский. Интродуцированы лещ, судак и сазан. На 2010 год фиксируется обитание 22 видов рыб.
Произрастают рдесты, уруть, роголистник, пузырчатка, водяной орех.